# La Mèche rebelle
La Mèche rebelle était un fabricant et éditeur écoresponsable de jeux de société, basé au Mans, en France. Créé en 1996 par Stéphane Bayle et Stéphanie Czinober,, cet éditeur a mis fin à ses activités en 2015.

## Engagements et politique de l’entreprise
Le commerce équitable était au centre des préoccupations de l’entreprise ainsi que le développement du tissu économique local et le respect de l’environnement (les encres utilisés sont végétales, papiers et cartons 100 % recyclés, vernis et peintures à l’eau, bois issus de forêts gérées durablement…).
Divers jeux appartiennent à une gamme « Jeux du monde » créée en 1997 représentant différents jeux du monde entier appartenant au patrimoine culturel,. En 2008, la gamme « Jeux du monde, collection Bambou » est créée mixant production locale et commerce équitable. En 2011, sa gamme de jeux « Sur les traces des animaux » est étudiée par un cabinet spécialisé indépendant dans le cadre d’une analyse du cycle de vie : sont passés à la loupe les matières premières utilisées, les transports, la gestion des déchets, les énergies utilisées, la consommation d’eau… des premiers pas de la création du jeu de société jusqu’à sa distribution.
En mars 2011, le ministère de l’Écologie, du Développement durable, du Transport et du Logement choisit cent-soixante-huit entreprises (dont de très grandes multinationales comme Nestlé Waters ou Danone) pour une expérimentation sur l’affichage environnemental sur les produits de consommation, La Mèche rebelle est la seule entreprise de la liste à être dans le secteur des jeux et des jouets. Sur le même sujet, La Mèche rebelle participe à un groupe de réflexion de l’Association française de normalisation (AFNOR).

### Distinctions
En 2011, La Mèche rebelle reçoit le grand prix du Développement durable (dans la catégorie TPE) décerné par le conseil général de la Sarthe. En 2012, La Mèche rebelle est mentionnée comme exemple d’initiative sur le commerce équitable par le conseil régional des Pays de la Loire.

## Offre ludique
La société a coédité quelques jeux avec Cocktailgames. Son catalogue comptait une soixantaine de jeux fin 2009 et soixante-dix jeux début 2012. 

### Quelques jeux édités
- Shendao, 2002, Valéry Fourcade (illustré par Stéphanie Czinober), As d’or 2002 du jeu tactique[7]
- Babylone, 2004, Bruno Faidutti
- Elefantissimo, 2004, Valéry Fourcade
- La Vache qui tache !, 2004, Line Morin, Stéphanie Czinober, François Haffner et Stéphane Bayle
- Yoté, 2009, jeu traditionnel africain dans le domaine public

### Puzzles
- Les Enfants de Jeanne Lagarde, 2005 et 2006, Jeanne Lagarde, petits puzzles à tirage limité d’illustrations inédites des années 1950